# Новдег (Амарлу)
Новдег (перс. نوده) — село в Ірані, у дегестані Калішам, у бахші Амарлу, шагрестані Рудбар остану Ґілян. За даними перепису 2006 року, його населення становило 185 осіб, що проживали у складі 57 сімей.

## Клімат
Середня річна температура становить 10,17 °C, середня максимальна – 26,57 °C, а середня мінімальна – -7,60 °C. Середня річна кількість опадів – 364 мм.
| Клімат поселення                              | Клімат поселення | Клімат поселення | Клімат поселення | Клімат поселення | Клімат поселення | Клімат поселення | Клімат поселення | Клімат поселення | Клімат поселення | Клімат поселення | Клімат поселення | Клімат поселення | Клімат поселення |
| Показник                                      | Січ.             | Лют.             | Бер.             | Квіт.            | Трав.            | Черв.            | Лип.             | Серп.            | Вер.             | Жовт.            | Лист.            | Груд.            |                  |
| Середній максимум, °C                         | 4,02             | 4,96             | 7,70             | 14,24            | 19,52            | 24,22            | 26,26            | 26,57            | 23,33            | 18,72            | 12,30            | 6,50             |                  |
| Середня температура, °C                       | −1,78            | −0,84            | 1,88             | 8,44             | 13,70            | 18,41            | 21,01            | 21,32            | 18,08            | 13,46            | 7,06             | 1,26             |                  |
| Середній мінімум, °C                          | −7,6             | −6,63            | −3,92            | 2,62             | 7,89             | 12,60            | 15,76            | 16,08            | 12,83            | 8,22             | 1,82             | −3,98            |                  |
| Норма опадів, мм                              | 37               | 39               | 62               | 47               | 34               | 9                | 8                | 6                | 7                | 29               | 40               | 46               |                  |
| Середньомісячна швидкість вітру, м/с          | 1.85             | 2.45             | 2.63             | 2.96             | 2.84             | 2.78             | 2.86             | 2.68             | 2.36             | 2.31             | 2.16             | 1.80             |                  |
| Середньомісячна сонячна радіація, кДж/м²·день | 7582             | 10114            | 12664            | 16786            | 21162            | 24798            | 25197            | 22157            | 18389            | 12899            | 9407             | 7321             |                  |
| --------------------------------------------- | ---------------- | ---------------- | ---------------- | ---------------- | ---------------- | ---------------- | ---------------- | ---------------- | ---------------- | ---------------- | ---------------- | ---------------- | ---------------- |
| Джерело:                                      |                  |                  |                  |                  |                  |                  |                  |                  |                  |                  |                  |                  |                  |